# Vriesea bi-beatricis
Vriesea bi-beatricis là một loài thuộc chi Vriesea. Đây là loài đặc hữu của Venezuela.